# Pablo Sánchez Sánchez
Pablo Sánchez Sánchez (nacido el 2 de marzo de 1946 en Tarancón, España), boxeador español de finales de 1960 y comienzos de la década de 1970. Boxeador de dura pegada y gran determinación. Fue campeón de España de boxeo en peso medio de 1970 a 1973.

## Reseña biográfica
Debutó como amateur en el cine entrevías en Madrid el 22/07/1964 en peso Walter contra Claudio Montero, venciéndole por K.O. en el tercer asalto. En esta etapa realizó un total de 52 combates de amateur con un palmarés de 22 ganados antes del límite, 14 ganados por puntos, 6 combates nulos y 10 derrotas.
El 7/09/1968 debuta en Tarancón como profesional contra Roky Cañadas, venciéndole a los puntos en 6 asaltos.  Llega a disputar 23 combates como profesional, tres de los cuales se realizaron en Europa, Marsella, Glasgow y París. Una de sus peleas más importantes fue el 6/10/1972 contra el argentino Jorge Fernández en Madrid donde realizaron combate nulo a doce asaltos, tras venir Fernández de disputar grandes combates con campeones del mundo como Emile Griffith o Carlos Monzón.
Se proclama campeón de España del peso medio, de la mano de su entrenador Kid Tunero, en Tarancón  el 7/09/ 1970 al vencer en el noveno asalto al bilbaíno Madrazo por abandono. Realizó último combate en Zaragoza el 7/03/1973 donde perdió el título de campeón de España contra Jorge Fernández en el segundo asalto por inferioridad.
Ver todo el palmarés http://boxrec.com/en/boxer/16039

## Vida personal
Continuaría como empresario montando una fábrica de embutidos en Valdilecha, Madrid, hasta el año 2005 donde se jubiló cercano a los 60. En la actualidad es un destacado jugador Golf amateur.